# Schömberg, Calw
Schömberg là một đô thị nằm ở phía bắc rừng Đen trong bang Baden-Württemberg.
Schömberg có cự ly 15 km về phía nam Pforzheim và nằm trên một cao nguyên giữa thung lũng Enz và thị xã Wildbad về phía tây và thung lũng Nagold với thị xã Bad Liebenzell về phía đông.
Đô thị Schömberg gồm các cộng đồng Bieselsberg, Schwarzenberg, Langenbrand và Oberlengenhart.
Dân số đô thị Schömberg thời điểm 31 tháng 12 năm 2020 là 8135 người.